# Tilletia controversa
Tilletia controversa J.G. Kühn – gatunek grzybów z klasy płaskoszy (Exobasidiomycetes). Grzyb mikroskopijny, obligatoryjny pasożyt roślin, u zbóż wywołujący chorobę o nazwie śnieć karłowa pszenicy.

## Systematyka i nazewnictwo
Pozycja w klasyfikacji według Index FungorumTilletia, Tilletiaceae, Tilletiales, Exobasidiomycetidae, Exobasidiomycetes, Ustilaginomycotina, Basidiomycota, Fungi.
Gatunek ten po raz pierwszy (jako Tilletia contraversa) opisał w 1831 r. Julius Gotthelf Kühn w zalążniach perzu właściwego w Niemczech.
Synonimy:
- Tilletia aegilopis Golovin 1952
- Tilletia brevifaciens G.W. Fisch. 1952
- Tilletia nanifica F. Wagner ex Săvul. 1956
- Tilletia tritici subsp. nanifica F. Wagner 1950
- Tilletia tritici var. controversa (J.G. Kühn) Kawchuk 1988
- Tilletia tritici-nanifica F. Wagner 1950[3].

## Morfologia i rozwój
Endobiont, którego strzępki rozwijają się między komórkami zaatakowanych roślin. W zalążniach porażonych kwiatów zbóż powstają kupki teliospor. Porażone ziarno jest nieco większe od zdrowego, stąd też kupki zarodków są niecałkowicie ukryte za plewami. Są proszkowate, o barwie od bladej przez ciemno czerwonawą do czarnobrązowej, złożone z zarodników wymieszanych ze sterylnymi komórkami. Komórki sterylne są kuliste, szkliste, cienkościenne, gładkie, o średnicy 10–18 (średnio 13,7) µm, tylko rzadko z osłoną. Zarodniki (teliospory) kuliste lub prawie kuliste, żółtawe do czerwonawo-brązowych, o średnicy 16–25 (średnio 19,9) µm. Mają ściany pokryte wielokątną siateczką, wymiary 1,5–3 µm × 3–5 µm. Zwykle mają niepozorną otoczkę, wystająca niewiele poza rzeźbę ściany lub rzadko o grubości do 5 µm.
Podczas żniwa teliospory uwalniają się i zanieczyszczają glebę i zdrowe ziarno. W glebie, w zależności od jej rodzaju i od pogody, teliospory mogą przetrwać wiele lat. Źródłem infekcji stają się te teliospory patogenu, które znalazły się na powierzchni ziemi, do ich kiełkowania bowiem niezbędne jest światło. Kiełkujące teliospory tworzą podstawki ze sporydiami. Sporydia dokonują infekcji młodych roślin.

## Występowanie
W 1968 r. Tilletia controversa występowała w Europie (z wyjątkiem Hiszpanii i Wielkiej Brytanii), Afryce Północnej, Azji Zachodniej, Ameryce Północnej i Południowej (Argentyna i Urugwaj). Występuje również w Polsce.
Żywicielami są niektóre rośliny z rodziny wiechlinowatych (trawy): egilops (Aegilops), perzyk (Agropyron), wyczyniec (Alopecurus), rajgras (Arrhenatherum), bekmania (Beckmannia), stokłosa (Bromus), kupkówka (Dactylis), perz (Elymus), kostrzewa (Festuca), kłosówka (Holcus), jęczmień (Hordeum), strzęplica (Koehleria), życica (Lolium), wiechlina (Poa), żyto (Secale), pszenica (Triticum), konietlica (Trisetum). Wśród zbóż najczęściej występuje na pszenicy. Znane są rasy fizjologiczne z określonymi genami wirulencji zdolnymi do pokonania określonych genów odporności gospodarza. Te czynniki wirulencji są również wspólne dla Tilletia caries i Tilletia laevis. Na podstawie kombinacji 8 genów wirulencji w USA rozpoznano 39 patogennych odmian śnieci. Izolaty pszenicy mogą infekować jęczmień, ale odmiany występujące na jęczmieniu nie infekują pszenicy.